# Jackson County (Iowa)
Das Jackson County ist ein County im US-amerikanischen Bundesstaat Iowa. Bei der Volkszählung im Jahr 2020 hatte das County 19.485 Einwohner und eine Bevölkerungsdichte von 11,8 Einwohnern pro Quadratkilometer. Der Verwaltungssitz (County Seat) ist Maquoketa.

## Geographie
Das County liegt im äußersten Osten von Iowa am Mississippi, der die Grenze zum benachbarten Bundesstaat Illinois bildet. Das Jackson County hat eine Fläche von 1.683 Quadratkilometern, wovon 35 Quadratkilometer Wasserfläche sind. Es grenzt an folgende Countys:
| Dubuque County |                                             | Jo Daviess County (Illinois) |
| Jones County   | Kompassrose, die auf Nachbargemeinden zeigt | Carroll County (Illinois)    |
|                | Clinton County                              |                              |

## Geschichte

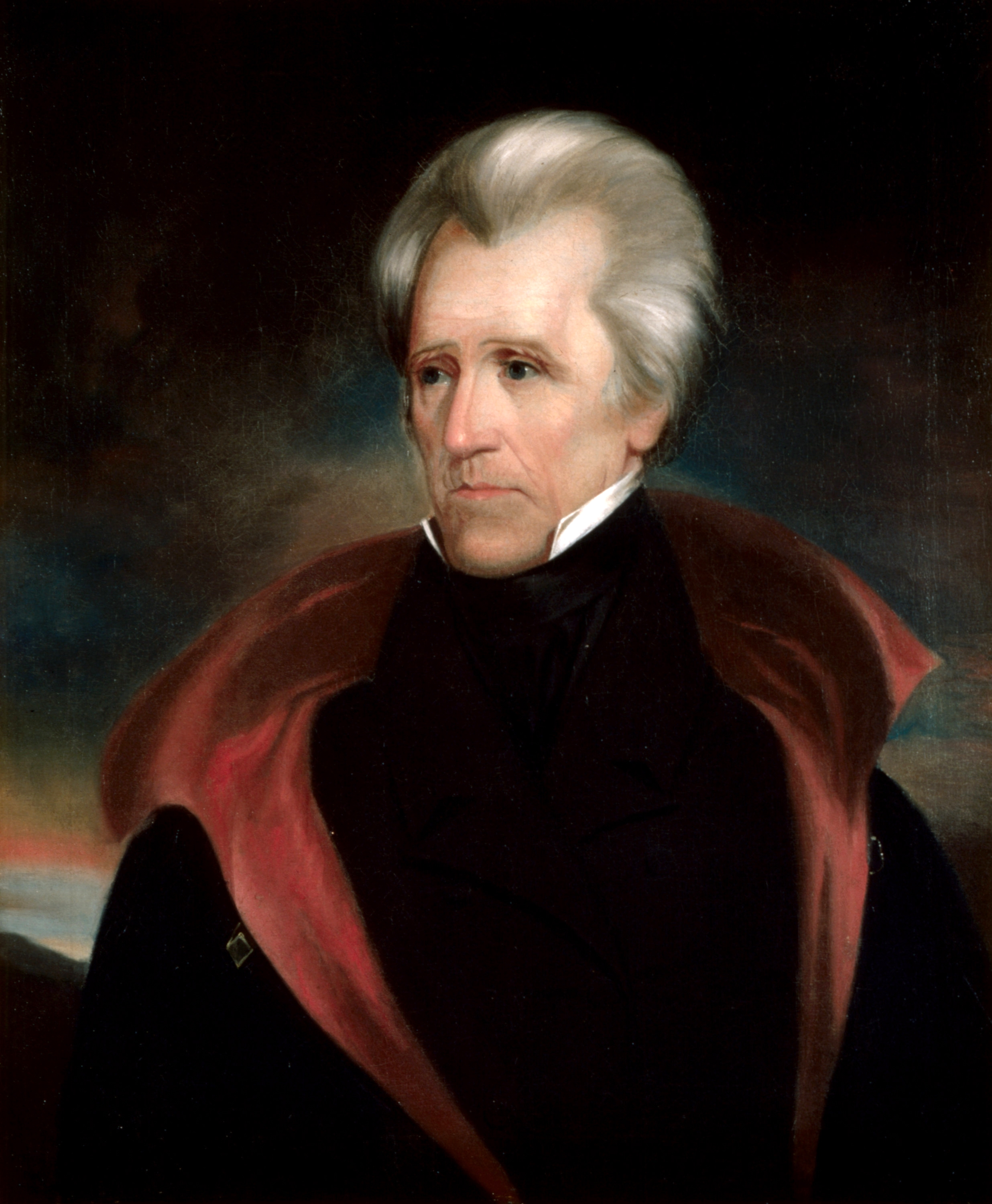
A. Jackson

Das Jackson County wurde am 21. Dezember 1837 aus ehemaligen Teilen des Dubuque County gebildet. Benannt wurde es nach Andrew Jackson (1767–1845), dem siebenten Präsidenten der USA (1829–1837).

75 Bauwerke und Stätten des Countys sind im National Register of Historic Places eingetragen.

## Demografische Daten

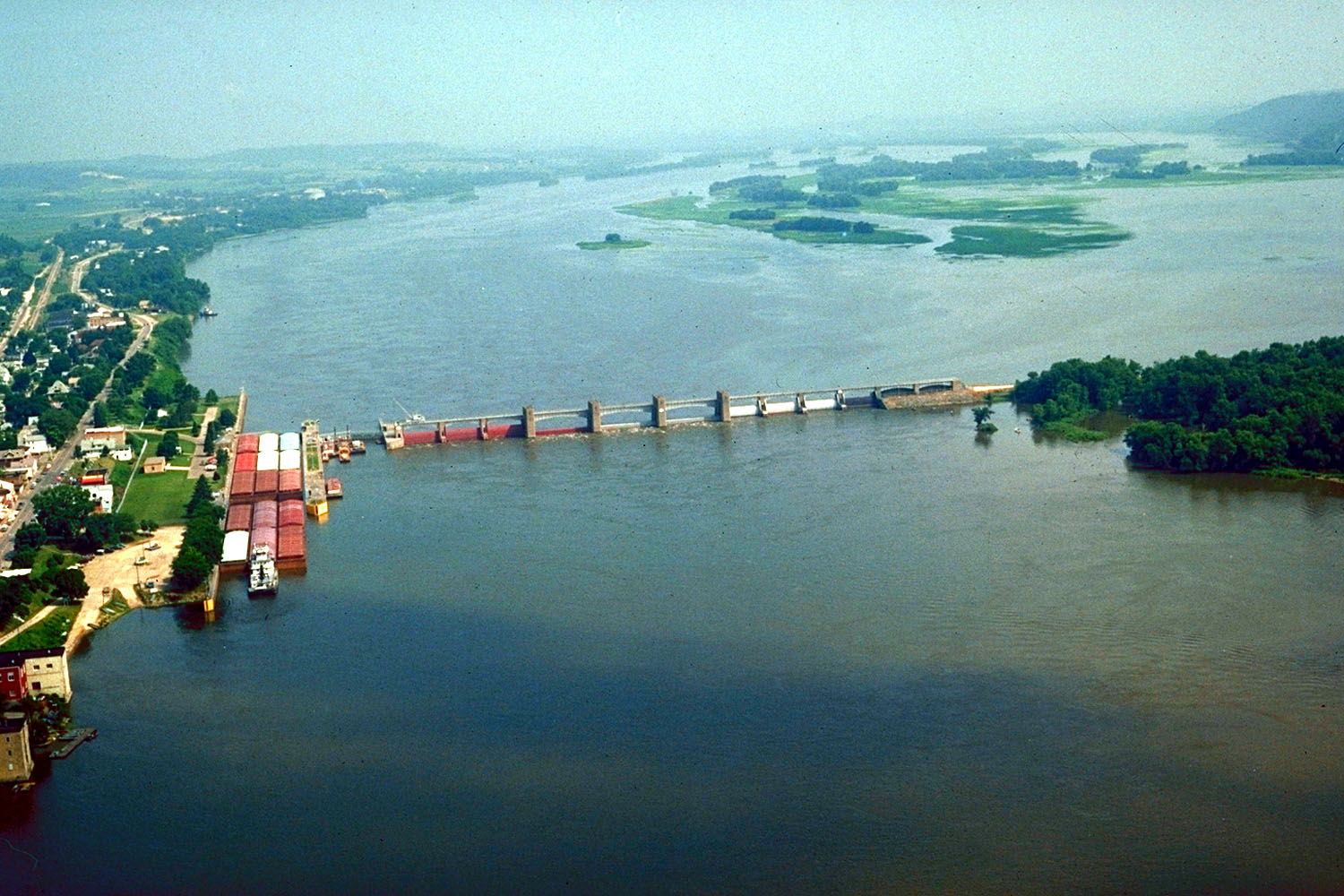
Lock and Dam No. 12, seit 2004 im NRHP gelistet

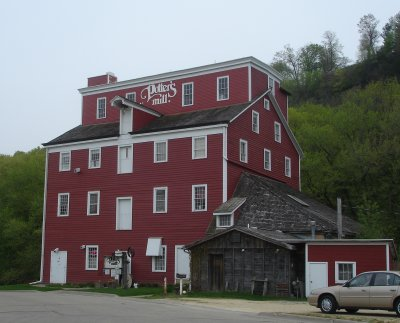
Potter's Mill in Bellevue, seit 1984 im NRHP gelistet

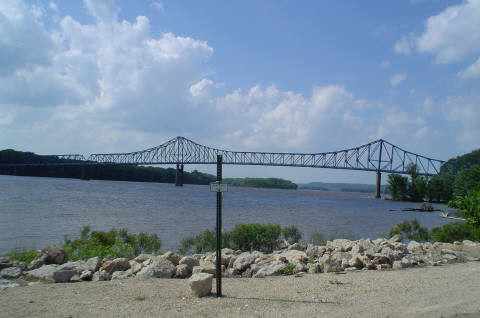
Savanna-Sabula Bridge, seit 1999 im NRHP gelistet

Nach der Volkszählung im Jahr 2010 lebten im Jackson County 19.848 Menschen in 8.386 Haushalten. Die Bevölkerungsdichte betrug 12 Einwohner pro Quadratkilometer.
Ethnisch betrachtet setzte sich die Bevölkerung zusammen aus 97,4 Prozent Weißen, 0,3 Prozent Afroamerikanern, 0,2 Prozent amerikanischen Ureinwohnern, 0,2 Prozent Asiaten sowie aus anderen ethnischen Gruppen; 1,0 Prozent stammten von zwei oder mehr Ethnien ab. Unabhängig von der ethnischen Zugehörigkeit waren 1,1 Prozent der Bevölkerung spanischer oder lateinamerikanischer Abstammung.
In den 8.386 Haushalten lebten statistisch je 2,33 Personen.
23,2 Prozent der Bevölkerung waren unter 18 Jahre alt, 58,2 Prozent waren zwischen 18 und 64 und 18,6 Prozent waren 65 Jahre oder älter. 50,4 Prozent der Bevölkerung war weiblich.

Das jährliche Durchschnittseinkommen eines Haushalts lag bei 44.567 USD. Das Prokopfeinkommen betrug 22.647 USD. 10,6 Prozent der Einwohner lebten unterhalb der Armutsgrenze.

## Orte im Jackson County
Citys
| - Andrew - Baldwin - Bellevue - La Motte - Maquoketa | - Miles - Monmouth - Preston - Sabula - Saint Donatus | - Spragueville - Springbrook - Zwingle 1 |

Unincorporated Communities
| - Bridgeport - Canton - Fulton - Garry Owen - Green Island | - Hurstville - Ironhills - Leisure Lake - Millrock - Nashville | - Otter Creek - Sterling - Twin Springs |

## Gliederung
Das Jackson County ist in 18 Townships eingeteilt:
| - Bellevue Township - Brandon Township - Butler Township - Fairfield Township - Farmers Creek Township - Iowa Township | - Jackson Township - Maquoketa Township - Monmouth Township - Otter Creek Township - Perry Township - Prairie Springs Township | - Richland Township - South Fork Township - Tete Des Morts Township - Union Township - Van Buren Township - Washington Township |